# قرار مجلس الأمن التابع للأمم المتحدة رقم 244
قرار مجلس الأمن التابع للأمم المتحدة رقم 244، الذي اتخذ بالإجماع في 22 ديسمبر 1967، بعد التأكيد على القرارات السابقة بشأن هذا الموضوع مدد مجلس ولاية قوة الأمم المتحدة لحفظ السلام في قبرص لمدة 3 أشهر إضافية، تنتهي في 26 مارس 1968. كما دعا المجلس الأطراف المعنية مباشرة إلى مواصلة العمل بأقصى درجات ضبط النفس والتعاون الكامل مع قوة حفظ السلام.
يعد هذا القرار الأول من قرارات تمركز القوة منذ عام 1965 والتي لم تعرب عن أملها في إزالتها في نهاية التمديد الموسع.